# 土公增一
雙魚座31，又名BD+08 5164，HD 224995、SAO 128544、HR 9092，是雙魚座的一颗恒星，视星等为6.32，位于銀經103.01，銀緯-52.01，其B1900.0坐标为赤經23h 57m 16.8s，赤緯+8° -52.01′ 0″。